# Nunataki Priozërnye
Nunataki Priozërnye är en nunatak i Antarktis. Den ligger i Östantarktis. Australien gör anspråk på området. Toppen på Nunataki Priozërnye är 45 meter över havet.
Terrängen runt Nunataki Priozërnye är platt åt nordost, men åt sydväst är den kuperad. Trakten är obefolkad. Det finns inga samhällen i närheten.